# Westfriesche sluis
De Westfrieschesluis is een schutsluis met puntdeuren in de Westfriese Vaart in de vaarweg De Stolpen - Schagen - Kolhorn, in de gemeente Hollands Kroon in de Nederlandse provincie Noord-Holland. De vaarweg heeft CEMT-klasse 0. De drempeldiepte is aan de westzijde KP -2,70 m, en aan de oostzijde KP -3,20 m.
Over het oostelijk benedenhoofd van de sluis ligt een basculebrug. De doorvaarthoogte is in gesloten stand KP +6,30 m. De sluis heeft een verval van -5,30 m tot -0,40 m NAP. Vanuit het bedieningshuis van de sluis worden alle sluizen van Kolhorn op afstand bediend. 
De sluis werd gebouwd in opdracht van de toenmalige Dienst Zuiderzeewerken en wordt gebruikt door zowel beroeps- als recreatievaart. 
In december 2007 startte een renovatie van de sluis, die in 2008 werd afgerond. November 2008 namen Provinciale Staten van Noord-Holland een amendement aan om de sluis geschikt te maken voor schepen tot 500 ton. Na onderzoek heeft de provincie ook besloten een balk in de sluis aan te brengen zodat schepen tot 370 ton door de sluis kunnen.
In 2012 werd de brug over de sluis niet geopend voor de scheepvaart naar aanleiding van een inspectie van de brug. Daaruit bleek dat de deze technisch niet in orde was. Begin 2013 werden de houten onderaanslagen van de sluisdrempel vervangen.

## Afbeelding

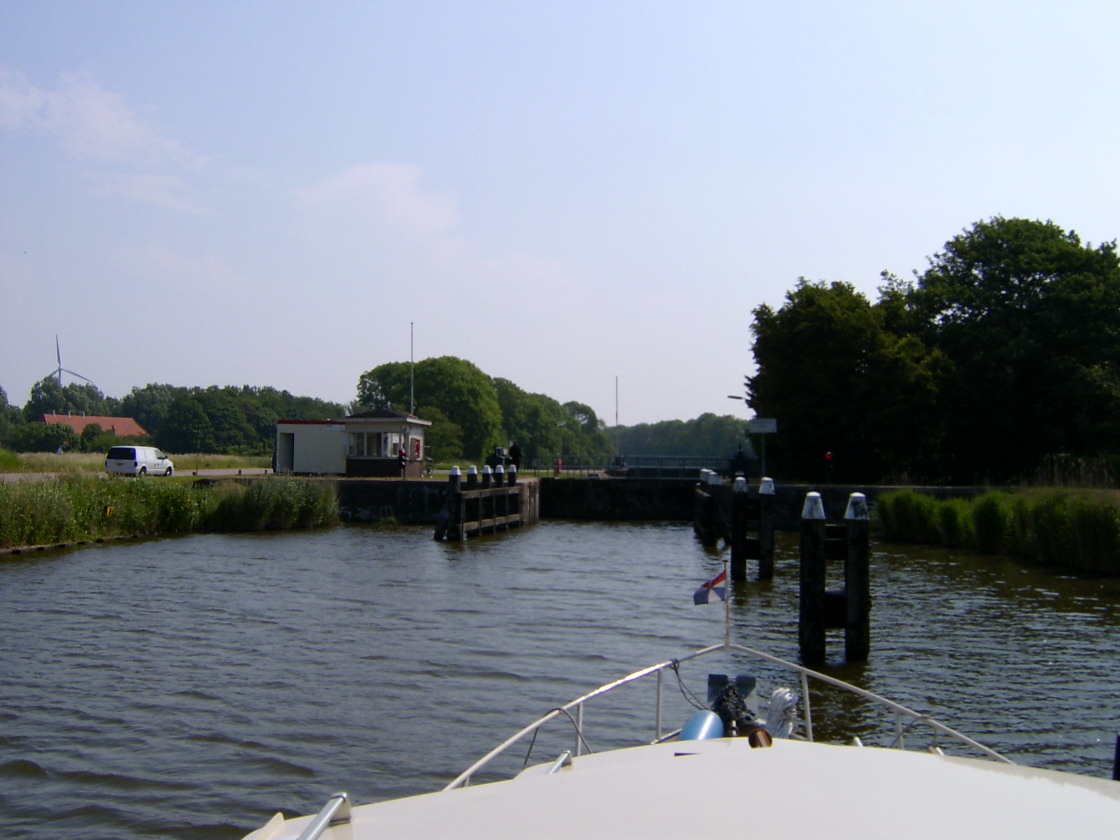
De Westfriesche sluis